# Офферторий (жанр)
Офферто́рий (позднелат. offertorium — «дароприношение») — текстомузыкальная форма и жанр[чего?] в богослужебном обиходе Католической церкви (см. Григорианский хорал). Исполняется в мессе во время дароприношения. Литургически относится к изменяемым (в зависимости от церковного праздника) песнопениям мессы (см. Проприй).

## Краткая характеристика
Изначально офферторий — песнопение респонсорного типа. Исторически (предположительно начиная с VII века) состоял из хорового рефрена и псалма, стихи которого («версы») распевались сольно, чередуясь с сокращённым рефреном (repetendum, вторая половина от полного рефрена). Знаменитые средневековые оффертории (Ave Maria, Justitiae Domini, Tollite portas, Tu es Petrus) отличались изысканной мелизматикой. Для их композиции типичны элементы музыкальной риторики и сложная «импровизационная» разработка (повторы фраз, секвенцирование, ритмическое выделение наиболее выразительных мотивов). В эпоху позднего Средневековья (XII—XIII веков) оффертории начали сокращать до рефрена (сольные версы опускались); так же, как правило, исполняют офферторий и в современном католическом богослужении.
Среди авторов многоголосных офферториев (мотетов на канонические тексты офферториев без использования в качестве основы композиции cantus firmus) Дж. П. Палестрина, которому принадлежит масштабный (68 пьес) сборник под названием «Оффертории ко всему церковному году» (1593), и Орландо ди Лассо, поместивший такие обработки внутри двух сборников Sacrae cantiones (опубликованы в 1582 и 1585 годах).
В Новое время оффертории наряду с другими песнопениями мессы печатались в составе певческих книг, предназначенных для сопровождения мессы (в градуалах), а также (неоднократно) — в универсальном сборнике Liber usualis, в соответствии с современной богослужебной практикой — без версов. Реконструкции старинных офферториев (с версами) печатаются в специальных научных изданиях, из них наиболее известен солемский сборник офферториев, так называемый «тройной офферториал» (Offertoriale triplex; запись оффертория в квадратной нотации сочетается с двумя невменными вариантами того же песнопения).

## Издания офферториев
- Offertoriale triplex, ed. Rupert Fischer. Solesmes, 1985 («солемский офферториал»)